# Dominic Stricker
Dominic Stephan Stricker (Münsingen, 16 agosto 2002) è un tennista svizzero.
In singolare ha raggiunto il quarto turno agli US Open 2023, ha inoltre vinto alcuni tornei Challenger e ha raggiunto la 90º posizione del ranking ATP nel settembre 2023. In doppio ha vinto due tornei del circuito maggiore ma non è andato oltre la 161ª posizione mondiale.
Ha esordito nella squadra svizzera di Coppa Davis nel 2021. Tra gli juniores ha vinto i tornei di singolare e di doppio al Roland Garros 2020 e ha raggiunto il 3º posto nel ranking mondiale di categoria.

## Carriera

### Juniores
Ottiene ottimi risultati già nel circuito ITF Junior, nel quale esordisce nel settembre 2016. Vince il suo primo torneo in doppio nel 2017, un Grade 5 di Lucerna, e ne vince altri tre prima di conquistare il primo titolo in singolare nel novembre 2018 in un Grade 2 a Haifa. Nel periodo successivo si aggiudica altri due tornei minori in singolare e altri tre in doppio. Il primo risultato importante in un Grade A arriva nel giugno 2019, quando perde in coppia con Flavio Cobolli la finale del torneo di doppio agli Open di Francia. In settembre viene eliminato nei quarti di finale in singolare agli US Open juniores. Il mese dopo vince il primo titolo di Grade A alla Mayor's Cup di Osaka imponendosi nel torneo di doppio con Jerome Kym, mentre in singolare esce in semifinale. A fine gennaio del 2020 raggiunge i quarti in singolare e la semifinale in doppio all'Australian Open. In ottobre disputa il suo ultimo torneo tra gli juniores all'Open di Francia 2020 e trionfa sia in doppio, sempre insieme a Cobolli, che in singolare, avendo la meglio sul connazionale Leandro Riedi. A fine torneo sale al 3º posto della classifica mondiale di categoria, suo nuovo best ranking.

### 2019-2020, inizi tra i professionisti
Debutta con una sconfitta in doppio tra i professionisti nel febbraio 2019 al torneo ITF M25 Oberentfelden, l'intensa attività da juniores gli consente di tornare a giocare in novembre, quando raggiunge la semifinale in doppio all'M15 Sarreguemines. Si ripresenta verso fine estate per disputare due ITF, ancora in doppio, e non va oltre la semifinale all'M15 Caslano.

### 2021, primo titolo ATP in doppio, vittorie Challenger e ITF, debutto in Coppa Davis
Apre la stagione 2021 in febbraio all'M15 Grenoble e in singolare raggiunge la semifinale, mentre in doppio perde la sua prima finale da professionista. In marzo fa il suo esordio in singolare nel circuito Challenger a San Pietroburgo, vince il primo incontro e viene eliminato al secondo da Cem İlkel. A fine mese partecipa con una wild card al Challenger di Lugano e vince il torneo, sconfiggendo in finale Vitaliy Sachko in due set. Diventa così il terzo giocatore svizzero più giovane dopo Roger Federer e Stan Wawrinka a vincere un titolo Challenger. Ai primi di maggio conquista il suo primo titolo ITF vincendo il torneo di doppio M15 Majadahonda nei pressi di Madrid, in coppia con Leandro Riedi. Alcuni giorni dopo fa il suo debutto nell'ATP Tour come wild card al torneo di Ginevra e arriva ai quarti di finale, sconfiggendo l'ex campione degli US Open Marin Čilić e Márton Fucsovics, per poi essere eliminato da Pablo Andújar. A Ginevra arriva nei quarti anche in doppio in coppia con Marc-Andrea Hüsler.
Perde nei quarti di finale anche al successivo ATP sull'erba di Stoccarda, al secondo turno batte con due tiebreak una delle rivelazioni stagionali, il top 20 Hubert Hurkacz, ed esce dal torneo per mano di Sam Querrey. In luglio vince la finale di doppio al Challenger di Perugia in coppia con Vitaliy Sachko e due settimane più tardi conquista il suo primo titolo ATP nel torneo di doppio allo Swiss Open Gstaad, dove in coppia con Marc-Andrea Hüsler sconfigge 6–1, 7–6 in finale i polacchi Szymon Walków / Jan Zieliński. In settembre debutta nella squadra svizzera di Coppa Davis e si impone sia nel primo singolare che in doppio nella sfida vinta 5–0 contro l'Estonia. Costretto al ritiro durante la semifinale di singolare al Challenger Biel/Bienne, deve dare forfait alla finale di doppio; a fine torneo fa il suo ingresso nella top 200 del ranking di doppio. Rientra dopo un mese e viene eliminato nei quarti di finale in singolare a Eckental.

### 2022, due titoli Challenger e 111º del ranking
All'inizio del 2022 perde la finale di doppio al Challenger di Traralgon. Gioca quindi per la prima volta le qualificazioni di un torneo del Grande Slam agli Australian Open e viene eliminato al secondo incontro. Nei successivi due tornei Challenger raggiunge le finali e in entrambe si trova di fronte Yoshihito Nishioka, perde la prima a Columbus e si aggiudica la seconda a Cleveland, risultati con cui porta il best ranking alla 155ª posizione. Quello stesso giorno raggiunge il best ranking anche in doppio al 170º posto mondiale. Subisce una serie di premature sconfitte nei tornei successivi e torna a mettersi in luce a giugno all'ATP di Stoccarda eliminando Aslan Karacev nelle qualificazioni e Maxime Cressy al primo turno del main draw, ed esce di scena al secondo per mano di Stefanos Tsitsipas. Eliminato nelle qualificazioni alla sua prima esperienza a Wimbledon, raggiunge il secondo turno all'ATP di Gstaad. A fine luglio vince il suo terzo titolo in singolare al Challenger 125 di Zugo battendo in finale in tre set Ernests Gulbis. Riprende l'ascesa in classifica a ottobre con i secondi turni raggiunti nei tornei ATP di Anversa e Basilea e a novembre porta il best ranking alla 111ª posizione mondiale. Chiude la stagione alle Next Generation ATP Finals, vince i tre incontri nel round-robin, tra cui quello contro Lorenzo Musetti, e viene eliminato in semifinale da Jiří Lehečka.

### 2023, un titolo ATP in doppio, quarto turno agli US Open, due titoli Challenger, 88º in singolare e infortunio
Inizia il 2023 mancando l'accesso al tabellone principale degli Australian Open. A Rovereto batte in finale Giulio Zeppieri e vince il suo 4º titolo Challenger. Gioca poco nei 2 mesi successivi e a maggio si aggiudica anche il Challenger di Praga con il successo in finale su Sebastian Ofner. Supera le qualificazioni al Roland Garros e fa il suo esordio con una sconfitta nel tabellone principale di un torneo del Grande Slam. Il 5 luglio vince il primo incontro in un torneo del Grande Slam a Wimbledon, battendo in 5 set Alexei Popyrin; al torneo londinese esce di scena al secondo turno, portando il proprio best ranking alla 106ª posizione. A luglio vince il suo secondo titolo ATP di doppio in carriera, anche questa volta a Gstaad ma in coppia con Stan Wawrinka, con il successo in finale su Marcelo Demoliner / Matwé Middelkoop per 7–6, 6–2.
Si qualifica per la prima volta agli US Open, dove raggiunge il quarto turno eliminando nell'ordine Alexei Popyrin, il nº 7 del mondo Stefanos Tsitsipas, sconfitto al quinto set nella sua prima vittoria contro un top 10, e Benjamin Bonzi, prima di cedere in tre set contro il n° 9 del mondo Taylor Fritz; guadagna 38 posizioni nel ranking e si porta alla 90ª, entrando per la prima volta nella top 100. A ottobre sale all'88ª nonostante quattro sconfitte consecutive, tra cui le due in Coppa Davis. Torna al successo all'ATP 500 Swiss Indoors, accede ai quarti con la vittoria sul nº 8 del mondo Casper Ruud e perde in tre set contro Ugo Humbert. Si qualifica per le Next Generation ATP Finals e nonostante le due sconfitte nel round robin accede anche alla semifinale, durante la quale si ritira per problemi alla schiena. L'infortunio si rivela grave e la convalescenza si protrarrà a lungo.

### 2024-2025, convalescenza, rientro e crollo nel ranking
Rientra a inizio giugno per disputare tornei Challenger sull'erba in preparazione a Wimbledon, ripartendo dalla 143ª posizione nel ranking. Nei primi quattro mesi dopo il rientro vince solo un match nei quattro tornei ATP disputati e nei Challenger non supera i quarti di finale, a settembre scende oltre la 300ª posizione. In doppio vince al primo turno degli US Open e nella sfida di Coppa Davis contro il Perù. Raggiunge quindi a sorpresa i quarti di finale allo Stockholm Open, il secondo turno  allo Swiss Indoors con le vittorie su Matteo Berrettini e Tallon Griekspoor e a fine anno rientra nella top 300. Nel torneo svizzero si spinge inoltre fino alla semifinale in doppio con Marc-Andrea Hüsler. Nei primi sei mesi del 2025, in singolare perde i cinque incontri giocati nel circuito maggiore, non va oltre una semifinale nei Challenger e perde due finali ITF. Nello stesso periodo, in doppio vince due incontri in un torneo ITF e perde i due incontri nel circuito maggiore.

## Statistiche

### Doppio

#### Vittorie (2)
| Legenda              |
| Grande Slam (0)      |
| ATP Finals (0)       |
| ATP Masters 1000 (0) |
| ATP Tour 500 (0)     |
| ATP Tour 250 (2)     |

| N. | Data           | Torneo                        | Superficie  | Compagno           | Avversari in finale                | Punteggio   |
| 1. | 25 luglio 2021 | Swiss Open Gstaad, Gstaad     | Terra rossa | Marc-Andrea Hüsler | Szymon Walków Jan Zieliński        | 6–1, 7–6(7) |
| 2. | 23 luglio 2023 | Swiss Open Gstaad, Gstaad (2) | Terra rossa | Stan Wawrinka      | Marcelo Demoliner Matwé Middelkoop | 7–6(8), 6–2 |

### Tornei minori

#### Singolare

##### Vittorie (5)
| Legenda tornei minori     |
| Challenger (5)            |
| ITF World Tennis Tour (0) |

| N. | Data             | Torneo                          | Superficie  | Avversario in finale | Punteggio     |
| 1. | 28 marzo 2021    | Challenger Lugano, Lugano       | Cemento (i) | Vitaliy Sachko       | 6–4, 6–2      |
| 2. | 6 febbraio 2022  | Cleveland Challenger, Cleveland | Cemento (i) | Yoshihito Nishioka   | 7–5, 6–1      |
| 3. | 31 luglio 2022   | Zug Open, Zugo                  | Terra rossa | Ernests Gulbis       | 5–7, 6–1, 6–3 |
| 4. | 26 febbraio 2023 | Rovereto Challenger, Rovereto   | Cemento (i) | Giulio Zeppieri      | 7–6(8), 6–2   |
| 5. | 7 maggio 2023    | I. ČLTK Prague Open, Praga      | Terra rossa | Sebastian Ofner      | 7–6(7), 6–3   |

##### Sconfitte in finale (1)
| Legenda tornei minori     |
| Challenger (1)            |
| ITF World Tennis Tour (0) |

| N. | Data            | Torneo                        | Superficie  | Avversario in finale | Punteggio |
| 1. | 30 gennaio 2022 | Columbus Challenger, Columbus | Cemento (i) | Yoshihito Nishioka   | 2–6, 4–6  |

#### Doppio

##### Vittorie (2)
| Legenda tornei minori     |
| Challenger (1)            |
| ITF World Tennis Tour (1) |

| N. | Data           | Torneo                                             | Superficie  | Compagno       | Avversari in finale                 | Punteggio         |
| 1. | 9 maggio 2021  | M15 Majadahonda, Majadahonda                       | Terra rossa | Leandro Riedi  | Alberto Barroso Campos Johan Nikles | 2–6, 6–2, [12–10] |
| 2. | 11 luglio 2021 | Internazionali di Tennis Città di Perugia, Perugia | Terra rossa | Vitaliy Sachko | Tomás Martín Etcheverry Renzo Olivo | 6–3, 5–7 [10–8]   |

##### Finali perse (4)
| N. | Data              | Torneo                          | Superficie  | Compagno           | Avversari in finale                      | Punteggio           |
| 1. | 14 febbraio 2021  | M15 Grenoble, Grenoble          | Cemento (i) | Luca Castelnuovo   | Jakub Paul Yannik Steinegger             | 5–7, 1–6            |
| 2. | 27 giugno 2021    | M25 Klosters, Klosters          | Terra rossa | Leandro Riedi      | Fabian Fallert Nicolas Moreno de Alboran | 6–4, 6(1)–7, [6–10] |
| 5. | 25 settembre 2021 | Challenger Biel/Bienne, Bienne  | Cemento (i) | Marc-Andrea Hüsler | Ruben Bemelmans Daniel Masur             | walkover            |
| 6. | 8 gennaio 2022    | Traralgon Challenger, Traralgon | Cemento     | Marc-Andrea Hüsler | Zdeněk Kolář Manuel Guinard              | 3–6, 4–6            |

## Vittorie contro giocatori top 10
| Anno     | 2023 | Totale |
| -------- | ---- | ------ |
| Vittorie | 2    | 2      |

| #    | Giocatore          | Ranking | Evento                 | Superficie  | Turno | Punteggio                        |
| ---- | ------------------ | ------- | ---------------------- | ----------- | ----- | -------------------------------- |
| 2023 |                    |         |                        |             |       |                                  |
| 1.   | Stefanos Tsitsipas | 7       | US Open, New York      | Cemento     | 2T    | 7–5, 6(2)–7, 6(5)–7, 7–6(6), 6–3 |
| 2.   | Casper Ruud        | 8       | Swiss Indoors, Basilea | Cemento (i) | 2T    | 6–4, 3–6, 7–6(1)                 |